# ساذجية متفرعة
نبات الساذجية المتفرعة أو سذرلانديا فروتيسنس (بالإنجليزية: Sutherlandia frutescens)‏ (أو شجيرة السرطان cancer bush، أو بالون البازلاء balloon pea، أو sutherlandia، أو phetola ("بمعنى: يتغير") في لغة السيتسوانا seTswana، أو insiswa ("بمعنى: الذي يطرد الظلام") في اللغة الزولوية isiZulu؛ هو نبات من البقوليات من جنوب إفريقيا. وهي شجيرة ذات أوراق مُرة وعطرية. تظهر الزهور ذات اللون البرتقالي الأحمر في الفترة من الربيع إلى منتصف الصيف. وله عدة مرادفات مثل: Colutea frutescens L.، Lessertia frutescens (L.) Goldblatt و JCManning).

## الزراعة
ونبات Sutherlandia frutescens هو شجيرة صغيرة يصل ارتفاعها إلى قرابة 1 م (39 بوصة). وتنمو هذه النبتة في الأجزاء الجافة من جنوب إفريقيا، وتُفضل الشمس الساطعة ولكنها تنمو في مجموعة واسعة من أنواع التربة. وهي نبات قوي، سريع النمو، ومقاوم للجفاف ولكنها قصيرة العمر. تنبت البذور بسهولة في فترة من أسبوعين إلى ثلاثة أسابيع، كما تنبت النباتات المزروعة ذاتيًا بسهولة. قد تكون الشتلات عرضة للذبول (سقوط البادرات)، ولكن إذا كانت مزروعة في تربة جيدة التصريف، فإنها تنمو بسهولة وليست عرضة للآفات.

## معرض الصور

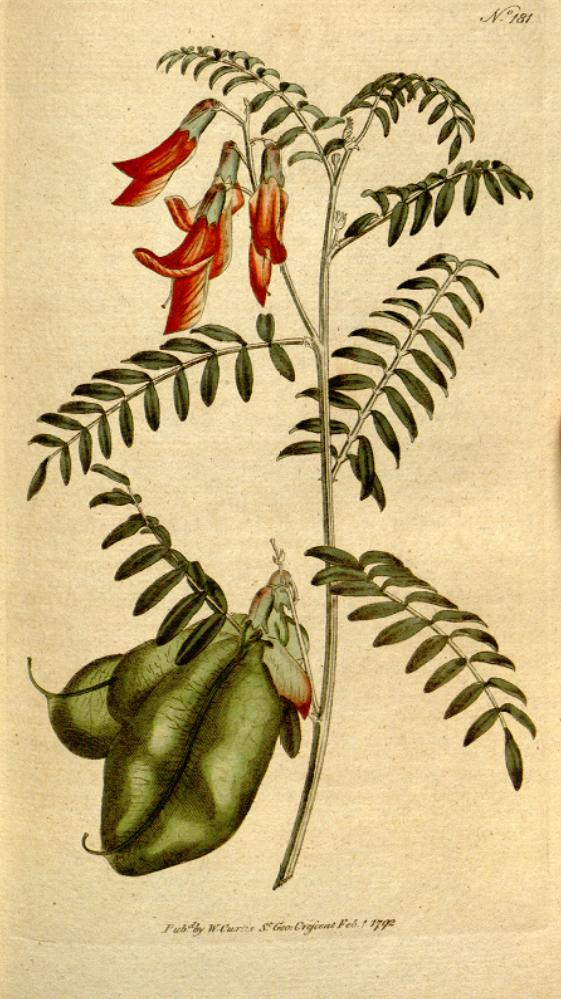
رسم توضيحي للساذجية المتفرعة.
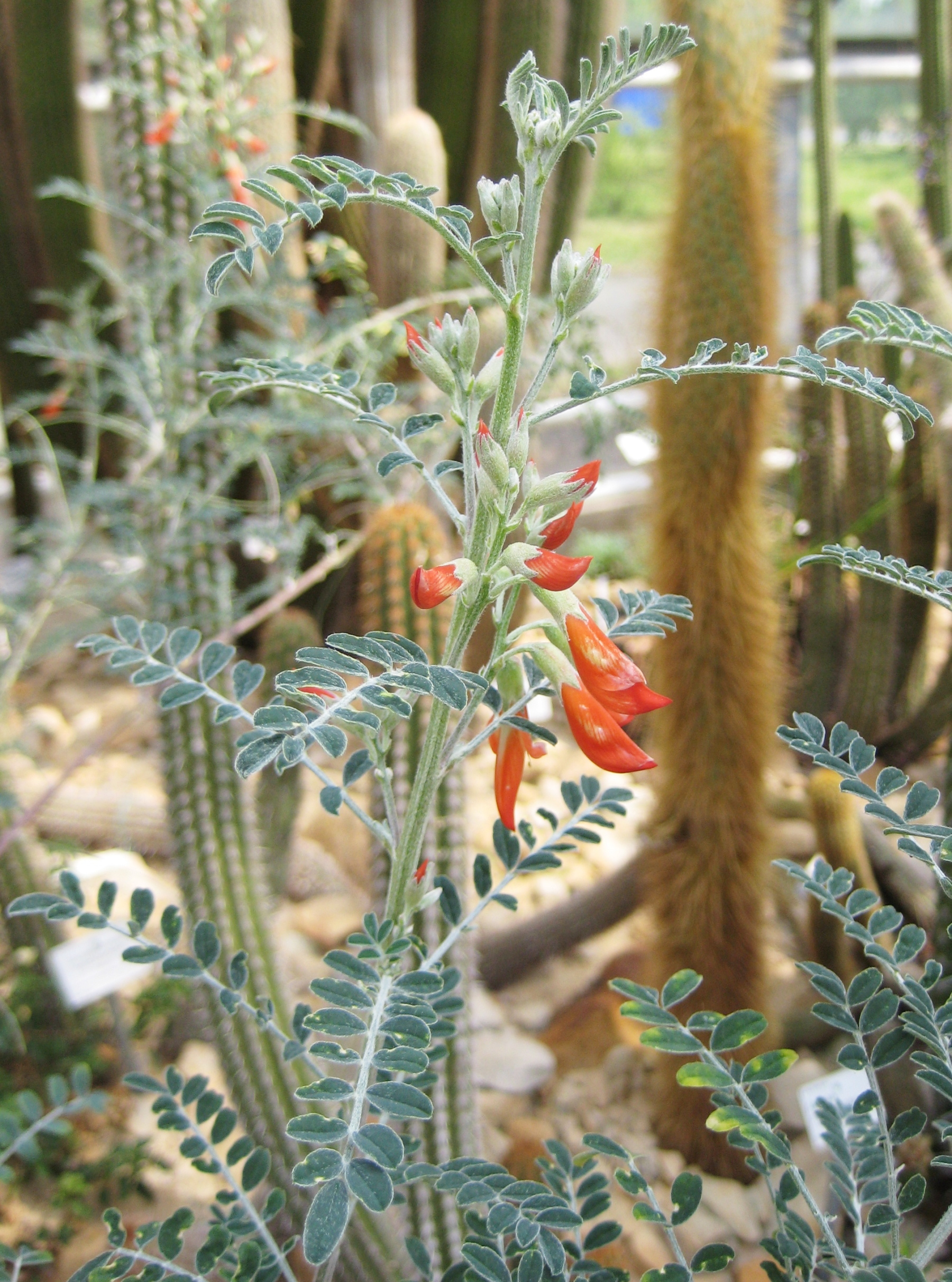
ساذجية متفرعة في حديقة النباتات في دريسدن
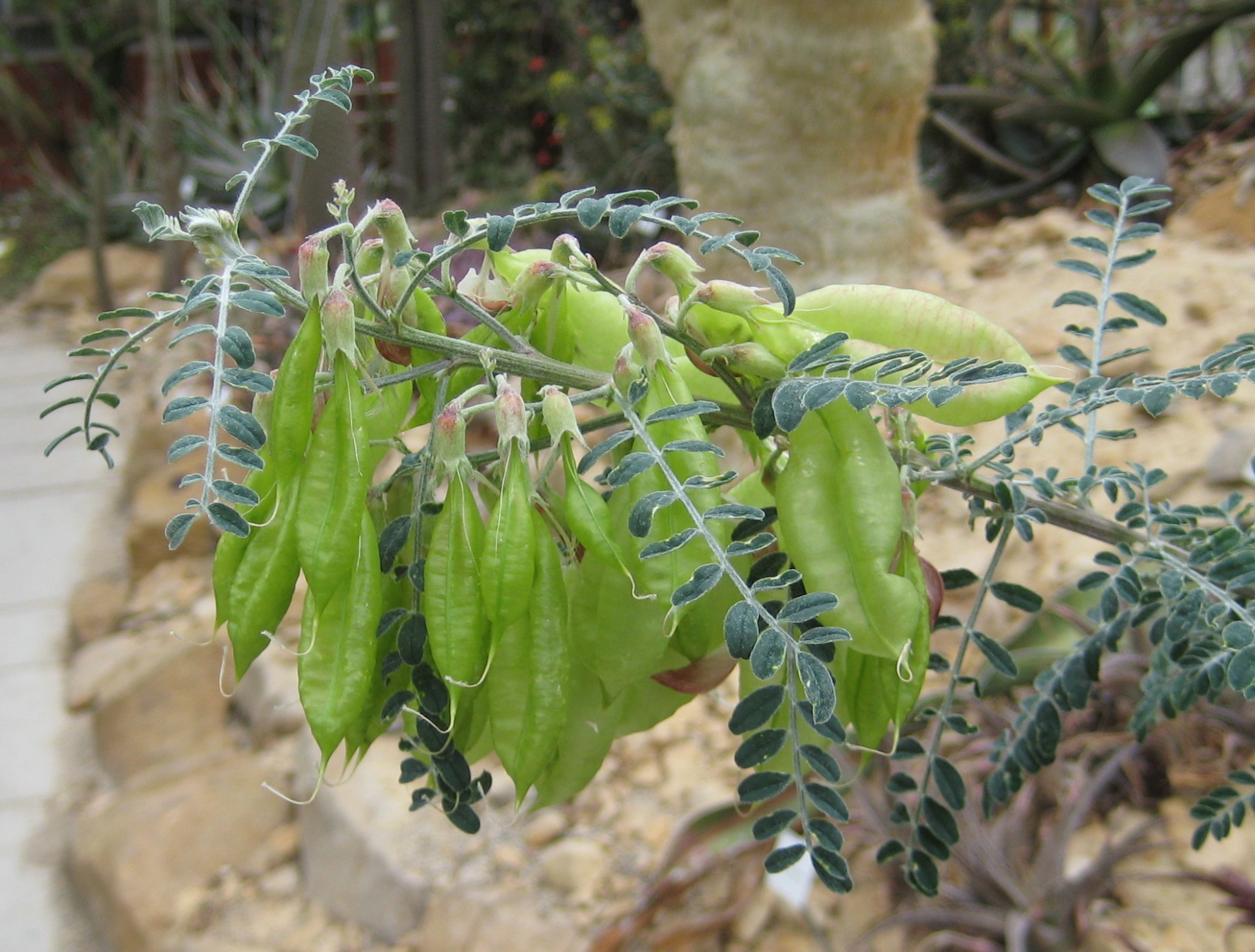
ساذجية متفرعة في الحديقة النباتية في دريسدن
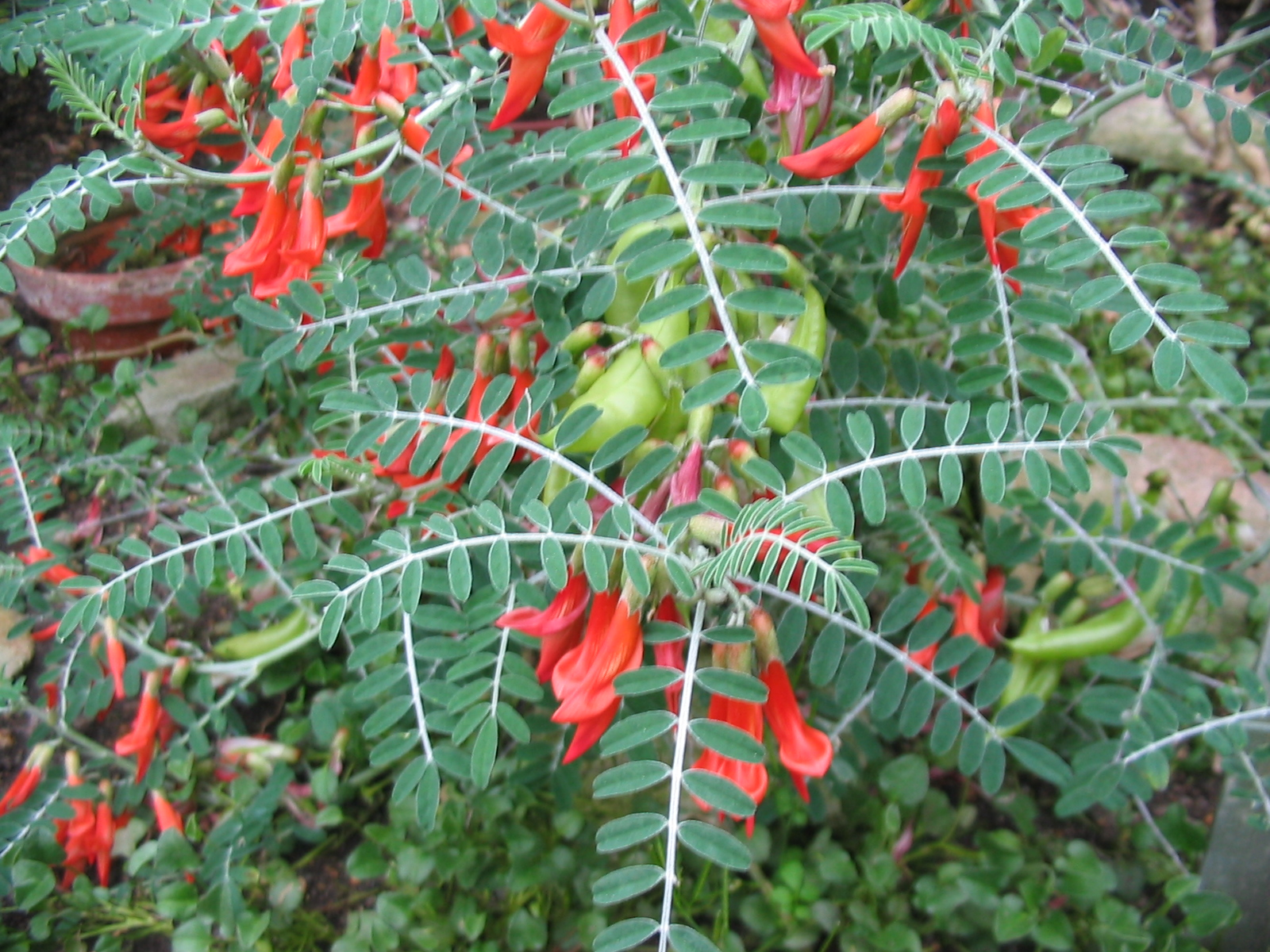
ساذجية متفرعة في حديقة جارتن برلين داهليم النباتية